# پادشاهان صلیبی
پادشاهان صلیبی (انگلیسی: Crusader Kings) یک بازی ویدئویی راهبرد کلان است که توسط پارادوکس اینتراکتیو ساخته و منتشر شده‌است. این بازی در آوریل ۲۰۰۴ منتشر شده‌است. یک بسته گسترشی به نام «دئوس وولت» (به انگلیسی: Deus Vult) در اکتبر ۲۰۰۷ برای بازی منتشر شد. یک ادامه برای بازی به نام پادشاهان صلیبی ۲ در سال ۲۰۱۲ و یک ادامه دیگر به نام پادشاهان صلیبی ۳ در سپتامبر ۲۰۲۰ منتشر شدند.

## بازخوردها
| گردآورنده | امتیاز |
| --------- | ------ |
| متاکریتیک | 73/100 |

| ناشر                     | امتیاز |
| ------------------------ | ------ |
| وان‌آپ.کام                | 9/10   |
| سی‌جی‌ام                   | [ ۳ ]  |
| کامپیوتر گیمینگ ورلد     | [ ۴ ]  |
| گیم‌اسپات                 | 8.2/10 |
| گیم‌اسپای                 | [ ۶ ]  |
| گیم‌زون                   | 7.9/10 |
| آی‌جی‌ان                   | 7.6/10 |
| پی‌سی گیمر (ایالات متحده) | 69%    |

این بازی به بازبینی جمعی در سایت متاکریتیک بازخوردهای مختلطی گرفته‌است. بسیاری از بازخوردها در آمریکا پیش از انتشار بازی در آمریکا منتشر شدند.